# Podkościele (Słupiec)
Podkościele – część wsi Słupiec w Polsce, położona w województwie małopolskim, w powiecie dąbrowskim, w gminie Szczucin.
W latach 1975–1998 Podkościele należało administracyjnie do województwa tarnowskiego.